# Люкс, Казимеж
Казимеж Люкс (пол. Kazimierz Lux; 1780, Варшава — 1846, Варшава) — польский военачальник, пират.

## Биография
Шляхтич. В 15-летнем возрасте после подавления восстания Костюшко покинул родину и вступил в польский легион Я. Домбровского, в рядах которого участвовал в Итальянской кампании (1796—1797) Наполеона.
Позже в 1801 в составе полубригады под командованием генерала Ш. Леклерка был отправлен на остров Сан-Доминго для подавления антифранцузского восстания негритянского населения, в которой поляки потеряли в боях и от болезней 2/3 состава.
После неудачной экспедиции по подавлению мятежа на Гаити К. Люкс занялся пиратством. Командуя кораблём «Москит», он активно вёл борьбу против британских и американских сил, занимался контрабандой. Осуществил дерзкий побег от вражеского корвета, блокирующего его корабль в порту Веракрус. К. Люкс стал известен обстрелом и захватом американского брига, везущего оружие гаитянским неграм. Капитан и экипаж захваченного судна в спасательных шлюпках, были отпущены в море, а судно доставлено в Гавану, где продано за 20 000 франков.
Согласно закону корсаров, К. Люкс отдал около 10 процентов своего дохода на нужды находящихся в плену французских солдат и определенную сумму денег на инвалидов войны и нуждающихся польских легионеров, которые сами неоднократно вступали в пиратское братство.
Был известен своей любовью к женщинам и всякого рода удовольствиям. В своих письмах он описал качества мулаток, разделив их на 8 различных категорий в зависимости от цвета кожи, утверждая, однако, что самые горячие и наиболее готовые заключать знакомства были чернокожие женщины.
После вторжения армии Наполеона на территорию Польшу, К. Люкс оставил занятия каперством и вернулся на родину, где вступил в армию Варшавского герцогства.
Участник русской кампании Наполеона 1812 года.
После поражения Великой армии в 1820 поступил в чине майора пехоты на службу в армию Царства Польского.
В 1821 вышел в отставку и служил уездным комиссаром Плоцкого и Праснышского уездов Плоцкого воеводства.
Награждён серебряным крестом ордена Virtuti Militari.
Автор не сохранившихся мемуаров и книги о пребывании на Сан-Доминго («Biblioteka Warszawska», 1847).